# 상업사용인
상업사용인(商業使用人)이란 상법상의 개념으로 특정한 영업주에 종속되어 대외적인 영업 업무에 종사하는 사람을 뜻한다. 특정한 영업주에 대하여 종속관계가 없는 대리상이나 회사의 기관인 이사나 감사 및 종속관계가 있더라도 영업상의 대외적인 업무에 종사하지 않는 기사나 직공 등은 상업사용인이 아니다.

## 상업사용인의 예
1. 지배인 : 상인을 대신하여 영업상에 관한 재판 또는 재판이외의 모든 넓은 대리권을 갖는 최고급 상업 사용인
2. 사무원 : 위임받은 부분에 대하여만 상인의 대리권이 있는 상업사용인 ex) 회사원
3. 소점원 : 대리권 없이 보조하는 저급의 상업 사용인 ex) 판매원, 타자원, 전화교환원

## 관련법조문

### 대한민국 상법 제3장 상업사용인
제10조 (지배인의 선임) 상인은 지배인을 선임하여 본점 또는 지점에서 영업을 하게 할 수 있다.
제11조 (지배인의 대리권)
①지배인은 영업주에 갈음하여 그 영업에 관한 재판상 또는 재판외의 모든 행위를 할 수 있다.

②지배인은 지배인이 아닌 점원 기타 사용인을 선임 또는 해임할 수 있다.

③지배인의 대리권에 대한 제한은 선의의 제3자에게 대항하지 못한다.

제12조 (공동지배인) 

①상인은 수인의 지배인에게 공동으로 대리권을 행사하게 할 수 있다.

②전항의 경우에 지배인 1인에 대한 의사표시는 영업주에 대하여 그 효력이 있다.
제13조 (지배인의 등기) 상인은 지배인의 선임과 그 대리권의 소멸에 관하여 그 지배인을 둔 본점 또는 지점소재지에서 등기하여야 한다. 전조제1항에 규정한 사항과 그 변경도 같다.
제14조 (표현지배인)
①본점 또는 지점의 영업주임 기타 유사한 명칭을 가진 사용인은 본점 또는 지점의 지배인과 동일한 권한이 있는 것으로 본다. 그러나 재판상의 행위에 관하여는 그러하지 아니하다.

②전항의 규정은 상대방이 악의인 경우에는 적용하지 아니한다.
제15조 (부분적 포괄대리권을 가진 사용인) 

①영업의 특정한 종류 또는 특정한 사항에 대한 위임을 받은 사용인은 이에 관한 재판외의 모든 행위를 할 수 있다.

②제11조제3항의 규정은 전항의 경우에 준용한다.
제16조 (물건판매점포의 사용인) 

①물건을 판매하는 점포의 사용인은 그 판매에 관한 모든 권한이 있는 것으로 본다.

②제14조제2항의 규정은 전항의 경우에 준용한다.
제17조 (상업사용인의 의무) 

①상업사용인은 영업주의 허락없이 자기 또는 제삼자의 계산으로 영업주의 영업부류에 속한 거래를 하거나 회사의 무한책임사원, 이사 또는 다른 상인의 사용인이 되지 못한다.

②상업사용인이 전항의 규정에 위반하여 거래를 한 경우에 그 거래가 자기의 계산으로 한 것인 때에는 영업주는 이를 영업주의 계산으로 한 것으로 볼 수 있고 제3자의 계산으로 한 것인 때에는 영업주는 사용인에 대하여 이로 인한 이득의 양도를 청구할 수 있다.

③전항의 규정은 영업주로부터 사용인에 대한 계약의 해지 또는 손해배상의 청구에 영향을 미치지 아니한다.

④제2항에 규정한 권리는 영업주가 그 거래를 안 날로부터 2주간을 경과하거나 그 거래가 있은 날로부터 1년을 경과하면 소멸한다.

## 상업사용인의 의무
상법은 경업금지의무와 겸직금지의무를 상업사용인의 부작위의무로 규정하고 있다.

## 부분적 포괄대리권을 가진 상업사용인
건설회사 현장소장은 부분적 포괄대리권을 가진 상업사용인으로 보는 것이 판례이고 현장소장은 일반적으로 특정된 건설현장에서 그 공사시공과 관련한 자재ㆍ노무관리 외에 그와 관련한 하도급계약 체결 및 그 공사대금 지급, 공사에 투입되는 중기 등의 임대차계약 체결 및 그 임대료의 지급 등이 통상적인 업무라 할 것이고 이 부분에서는 대리권한이 있으나, 입주계약을 체결할 권한은 없다.

### 부분적 포괄대리권을 가진 상업사용인의 권한의 범위
전산개발장비 구매와 관련된 실무를 총괄하는 상업사용인의 지위에 있는 자가 회사에 새로운 채무부담을 발생시키는 지급보증행위를 하는 것은 부분적 포괄대리권을 가진 상업사용인의 권한에 속하지 아니하고, (2)부분적 포괄대리권을 가진 상업사용인이 특정된 영업이나 특정된 사항에 속하지 아니하는 행위를 한 경우, 영업주가 책임을 지기 위하여는 민법상의 표현대리의 법리에 의하여 그 상업사용인과 거래한 상대방이 그 상업사용인에게 그 권한이 있다고 믿을 만한 정당한 이유가 있어야 한다.

### 표현지배인에 관한 규정 유추 여부
부분적 포괄대리권을 가진 사용인의 경우에는 상법은 그러한 사용인으로 오인될 만한 유사한 명칭에 대한 거래 상대방의 신뢰를 보호하는 취지의 규정을 따로 두고 있고 있는바, 그 대리권에 관하여 지배인과 같은 정도의 획일성, 정형성이 인정되지 않는 부분적 포괄대리권을 가진 사용인들에 대해서까지 그 표현적 명칭의 사용에 대한 거래 상대방의 신뢰를 무조건적으로 보호한다는 것은 오히려 영업주의 책임을 지나치게 확대하는 것이 될 우려가 있으며, 부분적 포괄대리권을 가진 사용인에 해당하지 않는 사용인이 그러한 사용인과 유사한 명칭을 사용하여 법률행위를 한 경우 그 거래 상대방은 민법 제125조의 표현대리나 민법 제756조의 사용자책임 등의 규정에 의하여 보호될 수 있다고 할 것이므로, 부분적 포괄대리권을 가진 사용인의 경우에도 표현지배인에 관한 상법 제14조의 규정이 유추적용되어야 한다고 할 수는 없다

### 주식회사의 기관의 경우
주식회사의 기관인 상무이사라 하더라도 상법 제15조 소정의 부분적 포괄대리권을 가지는 그 회사의 사용인을 겸임할 수 있다.
일반적으로 주식회사의 경리부장은 경상자금의 수입과 지출, 은행거래, 경리장부의 작성 및 관리 등 경리사무 일체에 관하여 그 권한을 위임받은 것으로 봄이 타당하고 그 지위나 직책, 회사에 미치는 영향, 특히 회사의 자금차입을 위하여 이사회의 결의를 요하는 등의 사정에 비추어 보면 특별한 사정이 없는 한 독자적인 자금차용은 회사로부터 위임되어 있지 않다고 보아야 할 것이므로 경리부장에게 자금차용에 관한 상법 제15조의 부분적 포괄대리권이 있다고 할 수 없다.

## 참고 문헌
- 법률신문-부분적 포괄대리권 가진 상업사용인에 관한 법률적 쟁점 보관됨 2016-03-05 - 웨이백 머신

## 같이 보기
- 지배인
- 부분적 포괄대리권을 가진 상업사용인
- 물건판매점포사용인 (의제상업사용인)
- 대리상
- 표현대리
- 사용자책임